# أبولون غويبير فون غريفينفلز
أبولون غويبير فون غريفينفلز (1887 – غ. م.) هو مبارز بالسيف روسي راحل، مثّل بلاده في الألعاب الأولمبية الصيفية 1912.

## روابط خارجية
أبولون غويبير فون غريفينفلز على موقع أوليمبيديا (الإنجليزية)